# Буржуазный национализм
Буржуазный национализм — в учениях марксизма это практика правящих классов сознательного разделения людей по национальности, расе, этнической принадлежности или религии, чтобы отвлечь их от ведения классовой борьбы. Рассматривается как стратегия «разделяй и властвуй», используемая правящими классами, чтобы помешать рабочему классу объединиться против них (отсюда марксистский лозунг: «Пролетарии всех стран, соединяйтесь!»).

## В СССР

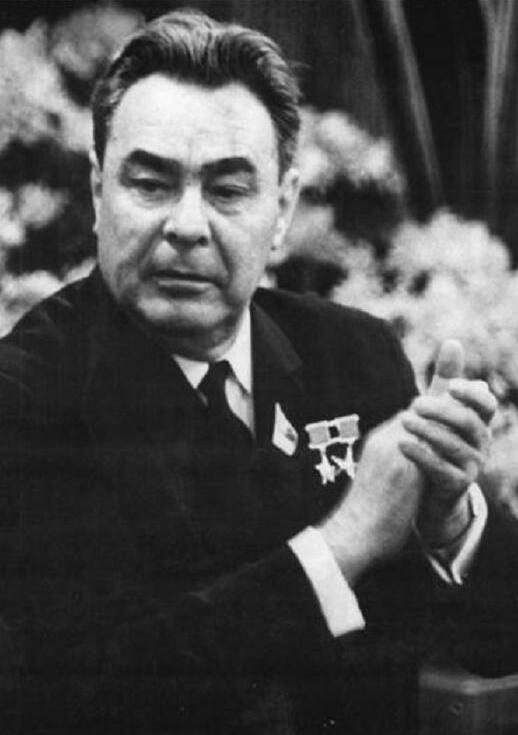
Леонид Брежнев

После Октябрьской революции большевистское правительство основывало свою национальную политику (коренизацию) на принципах марксизма. Согласно этим принципам, не должно быть никакого политического, экономического или социального предпочтения по национальному признаку, а национализм считался буржуазной идеологией.
В своём Докладе к 50-летию образования СССР Леонид Брежнев подчеркнул: «…Вот почему коммунисты и все борцы за социализм считают, что главной стороной национального вопроса является объединение трудящихся, независимо от их национального происхождения, в общей борьбе против всякого рода угнетения и за новую социальную систему, исключающую эксплуатацию трудящихся».